# Chiesa di San Giovanni Battista (San Giovanni in Croce)
La Chiesa di San Giovanni Battista è un edificio religioso e la chiesa parrocchiale del comune di San Giovanni in Croce, in provincia di Cremona (Lombardia, Italia).

## Storia
Il moderno edificio di culto venne costruito agli inizi del XX secolo in sostituzione della vecchia chiesa di San Giovanni Battista, chiamata appunto Chiesa di San Zavedro (ovvero San Giovanni Vecchio).
Questa nuova chiesa venne eretta per volere di monsignor Ireneo Fazzi (al quale è stata dedicata la vicina Via Monsignor Fazzi) e la costruzione, su progetto degli architetti Venceslao Guida e Aldo Ranzi, ebbe inizio nel 1933 e si concluse nel 1941. Il 26 novembre 1946 avvenne la cerimonia rituale di consacrazione officiata da Giovanni Cazzani, vescovo della Diocesi di Cremona dal 19 dicembre 1914 al 26 agosto 1952.

## Descrizione
La chiesa, che ha uno schema basilicale senza un'evidente pianta a croce né greca né latina, si presenta estremamente tutta rivestita in mattoni rossi e internamente con un'unica navata centrale. In essa vengono delimitati ad entrambi i lati degli spazi da dei pilastri squadrati e rivestiti in marmo. Tra un pilastro e un altro, si alternano degli archi in mattoni rossi, sporgenti a sbalzo dalla parete di riferimento, al cui interno sono custoditi un dipinto o un affresco staccato, mentre nella zona superiore ad essi sboccano una serie di finestre rettangolari in comunicazione con l'esterno. I pilastri laterali sorreggono due architravi paralleli tra loro, uno a destra e uno a sinistra, nei quali sono collocate altre finestre in comunicazione con l'esterno, questa volta a forma di oblò. Il soffitto presenta delle travi in legno a vista e perpendicolari agli architravi laterali, il tutto delimitato da una cornice in muratura e intonacata.
Il pavimento si presenta piastrellato in cotto, in cui si alternano poche fasce color avorio, parallele tra loro e perpendicolari alle pareti laterali della chiesa.
In fondo alla navata centrale si trova l'abside a forma semicircolare e con le pareti rivestite in marmi color beige e che comunicano esternamente con varie finestre rettangolari. Qui, ovviamente, è anche situato l'altare maggiore. Il soffitto di questa porzione è caratterizzato da un controsoffitto che crea uno spazio circolare centrale, come a volere rassomigliare a una pseudo-cupola, che in questa chiesa non è presente.
Le opere d'arte conservate in questa chiesa sono in parte provenienti dalla locale Chiesa di San Zavedro, come un affresto tardo gotico e un polittico cinquecentesco. Quest'ultimo, in particolare, che presenta al centro il pannello principale della Madonna della Misericordia, è situato sull'altare dell'abside. Ancora, oltre agli altri quadri ed affreschi, su trova una statua lignea con una classica rappresentazione della Madonna col Bambino e attribuita allo scultore lombardo seicentesco Giacomo Bertesi.